# Гаяне Минасян
Гаяне Минасян е съвременна българска преводачка, редакторка и авторка.
Родена е на 8 октомври 1971 година. Авторка е на книгата „Естествено учене“.
Активистка е за свобода в образованието. Тя е председател на Националната мрежа на родителите (nmr.bg) – неправителствена организация, отстояваща правото на родителите да защитават децата си и да се грижат за тях, като избират свободно образованието и възпитанието им. Съорганизаторка е на конференциите за свободно образование в София и цялата страна.